# Mihail Eisenstein
Mihail Osipovič Eisenstein (rusko Михаил Осипович Эйзенштейн, latinizirano: Michail Osipovič Ejzenštein, latvijsko Mihails Eizenšteins), ruski gradbeni inženir in arhitekt, * 17. september 1867, Bila Cerkva, Ukrajina, † 2. julij 1920, Berlin.
Delal je v Rigi, današnji prestolnici Latvije, ko je bilo mesto del Ruskega imperija. Bil je aktiven kot arhitekt v mestu v času velike gospodarske ekspanzije in posledične širitve, ki je sovpadalo z razcvetom art nouveau arhitekture. V letih 1901–1906 je Eisenstein zasnoval številne najbolj znane art nouveau stavbe v Rigi. Njegov sin Sergej Eisenstein je postal znan sovjetski filmski režiser.

## Življenjepis
Arhivski dokumenti iz njegove osebne mape kot študenta na Univerzi za gradbeništvo v Sankt Peterburgu (1887-1893), ki jo je objavil profesor in vodja Oddelka za zgodovino zahodne umetnosti Sankt Peterburške državne univerze, dr. Roman Sokolov  kažejo, da se je Mihail Eisenstein rodil kot Moisey Eisenstein v trgovski judovski družini v Bili Cerkvi (guvernat Kijev v današnji Ukrajini). Nekateri menijo, da je bila njegova materinska stran švedskih korenin.
Eizenstein se je leta 1897 spreobrnil v rusko pravoslavno cerkev in postal pobožen kristjan. Po besedah njegovega sina je bil »odločen predstavnik in občudovalec ruskega birokratskega razreda«. Študiral je v Sankt Peterburgu in leta 1893. diplomiral za gradbenega inženirja. Kmalu zatem se je preselil v Rigo, današnjo prestolnico Latvije, ki je bila takrat del Ruskega imperija. Živel je v Rigi do leta 1917. Leta 1895 je bil zaposlen na oddelku za promet v regionalnih organih v guvernata Livonia, leta 1900 pa je bil imenovan za vodjo oddelka. Njegovo delo na oddelku je prispevalo k racionalizaciji vzdrževanja in upravljanja infrastrukture v regiji. Za svoje delo javnega uslužbenca je prejel več medalj in priznanj, med drugim tudi red svete Ane (II. in III. razred) in red svetega Stanislava (II. in III. razred). Hkrati je vadil kot samostojni arhitekt.
Leta 1897 se je poročil z Julijo Ivanovno Konetskaja, ki je prihajala iz uspešne nejudovske družine v Sankt Peterburgu. Par se je naselil v velikem stanovanju v osrednji Rigi in aktivno sodeloval v družabnem življenju zgornjih slojev mesta. Po spominih njegovega sina je imela družina mednarodno perspektivo in Eisenstein je poleg ruščine govoril še nemško in francosko. Zanimala sta ga zgodovina in literatura, v njegovi knjižnici pa so bila dela Nikolaja Gogolja, Leva Tolstoja, Emila Zolaja, Alexandra Dumasa in Victorja Hugoja. Poleg zanimanja za sodobno arhitekturo je Eisenstein užival v umetnosti in še posebej občudoval slike Konstantina Makovskega. Zaradi 'razlik v temperamentu' in po tem, ko je imela Julija afero z generalom, sta se zakonca leta 1909 ločila in se leta 1912 uradno ločila. Par je imel le enega sina Sergeja Eisensteina, ki je postal znan sovjetski filmski režiser.
Po ruski revoluciji se je Eisenstein leta 1918 kot inženir pridružil 'belim' (antirevolucionarjem). Njegov sin se je odločil pridružiti boljševikom, kar je končalo njuno zvezo. Po koncu ruske državljanske vojne se je Eisenstein naselil v Berlinu, kjer je leta 1920 umrl. Pokopan je na ruskem pravoslavnem pokopališču Berlin-Tegel.

## Arhitektura
Eisenstein je bil kot samostojni arhitekt v Rigi v času velike gospodarske širitve in posledične širitve mesta, kar je sovpadlo z razcvetom art nouveau v mestu. Še danes ima Riga največjo koncentracijo art nouveau stavb kjer koli na svetu.
Eisenstein je zasnoval nekatere verjetno najbolj znane od teh stavb, od katerih jih je več združenih na Alberta iela (ulica Albert) z drugimi omembe vrednimi stavbami Konstantīnsa Pēkšēnsa in Eižensa Laubeja. Ker skoraj nič arhivskih ali biografskih dokumentov še vedno ni povezanih z življenjem Eisensteina, je njegov umetniški razvoj mogoče le skicirati. Znano je, da je obiskal Pariz in se je morda udeležil Exposition Universelle iz leta 1900 in izkusil art nouveau arhitekturo Hectorja Guimarda in Gustava Serrurier-Bovyja ter umetniško galerijo L'Art Nouveau S. Binga iz prve roke; gotovo je domov prinesel veliko število francoskih arhitekturnih kritik. Navdih je morda prišel tudi z dunajske secesije in arhitekture dunajskih arhitektov Otta Wagnerja  in Josefa Hoffmanna , ki kažejo nekaj površnih podobnosti z Eisensteinovo. Sodobna art nouveau arhitektura v Sankt Peterburgu je očitno vplivala tudi na Eisensteina. Poleg tega je bilo ugotovljeno, da dekorativni motivi, ki jih je uporabil Eisenstein, kažejo na močno povezanost s simbolističnimi idejami.
Vsekakor ima glavni korpus stavb, ki jih je zasnoval Eisenstein, številne značilnosti. So predstavniki izrazito, občasno izjemno dekorativne oblike art nouveau in kažejo nekaj inovativne uporabe novih materialov, na primer litega železa, vendar so v svoji prostorski postavitvi konzervativne. Eisensteinove stavbe so sicer dobro znane, ker so tako razkošne, vendar širše ne predstavljajo art nouveau stavb v Rigi.

## Eisensteinove stavbe
Eisenstein je v Rigi skupaj zasnoval približno 20 stavb. Medtem ko je Eisenstein zgradil stavbe že leta 1897, so bile te v precej tipičnem in preprostem historicističnem slogu in so malo podobne njegovemu kasnejšemu delu, za katerega je bila značilna »živahnost in ljubezen do okrasja«.
Dela, po katerih je Eisenstein najbolj znan, je sklop stavb na in blizu Alberte iela, zgrajenih med letoma 1901 in 1906. Skupaj tvorijo arhitekturni ansambel, ki ga je Jeremy Howard opisal na naslednji način: »Stanovanjske stavbe v celoti ustvarjajo izrazito stiliziran in energiziran ansambel, hkrati pa se zdi, da vsaka stavba tekmuje s svojimi sosedi v sodobni okrasni ekstravaganci«. Več teh hiš je naročila Eisensteinova bogata stranka A. Lebedinsky.
Prva od stavb, ki tvorijo ta ohlapni ansambel, je stanovanjska hiša na ulici Elizabetes iela (ulica Elisabeth) 33, zgrajena v prehodnem slogu med historicizmom in art nouveau leta 1901. Že v tej stavbi je prisotna Eisensteinova značilna uporaba izrazitih strun in bogata kiparska dekoracija, risba iz simbolističnega besedišča oblik. Te in druge lastnosti, kot je Eisensteinov »dramatičen občutek kontrastov, izražen v arhitekturnih, kiparskih in dekorativnih oblikah, pa tudi v barvi, teksturi in merilu«, postanejo še bolj izrazite v nekoliko poznejših stavbah na ulici Alberti, tj. nekoliko bolj vertikalno usmerjena hiša na številki 8 (1903), osupljivo rdeče in krem obarvana stavba na številki 6 (1903) in stavba na Elizabetes iela 10b (1903) z nenavadnimi velikanskimi ženskimi glavami ob osrednjem polju.
Fasada Elizabetes iela 10b je temeljila na vzorcih in risbah, ki sta jih objavila dva leipziška arhitekta, G. Wünschmann in H. Kozel. Stavbo na Alberti iela 10a je prvotno zasnoval Eižens Laube, fasado pa je leta 1903 obnovil Eisenstein z elementi, ki jih je morda navdihnila stavba secesije na Dunaju Josepha Maria Olbricha. Stavba na Alberti iela številka 4 (1904), ki jo je prav tako naročil Lebedinsky, je bolj okrasno zadržana s fasado, v kateri prevladujejo kontrastne oblike oken in več velikimi skulpturami, vključno z dvema stoječima levoma, dvignjenima nad streho na podstavkih na vogalih, glavami Meduze in reliefi levov ali grifonov ob vhodu. Opisana je bila kot ena najbolj prepoznavnih Eisensteinovih fasad, skupaj s stavbo na 2a.
Za stavbo na Alberti iela 2a (v kateri je 1905–1915 živel rusko-britanski filozof Isaiah Berlin) so po drugi strani značilni močni barvni kontrasti in močna vertikalna usmerjenost fasade; zasnovana je bila leta 1905. Drug projekt za Lebedinskega je stavba na vogalu Alberta iela in Strelnieku iela, zgrajena 1904–1906 znova v bogato okrašena v simbolistični obliki art nouveau z elementi historicizma. Zadnja stavba tega ansambla, je na Brīvības iela 99 in je bila zgrajena leta 1905, ima spet obilen kiparski okras ter globoke vodoravne utore in strune.
Nekaj kasnejših Eisensteinovih stavb je preživelo tudi v Rigi, na primer na Strugu iela 3 in Lomonosova iela 3. Te stavbe, zgrajene leta 1911, nimajo značilne bogate kiparske dekoracije iz prejšnjih Eisensteinovih del in lahko odražajo prilagoditev spreminjajočim se mednarodnim trendom zmanjšanje ornamentike, oblikovano v vplivnem eseju Adolfa Loosa iz leta 1910, Ornament in zločin. Te kasnejše Eisensteinove stavbe pa vseeno vsebujejo prepoznavne arhitektove lastnosti, predvsem uporabo živahnih barvnih kontrastov.

## Reprezentativne stavbe
- Stavba na Elizabetes iela 33
- Stavba na Alberta iela 4
- Stavba na Alberta iela 8
- Stavba na Elizabetes iela 10b
- Stavba na Alberta iela 2a
- Stavba na Brivibas iela 99

## Primeri dekorativnih skulptur iz fasad
- Stavba na Alberta iela 4
- Stavba na Alberta iela 4
- Stavba na Alberta iela 8
- Stavba na vogalu Alberta iela in Strelnieku iela
- Stavba na Elizabetes iela 10b
- Stavba na Elizabetes iela 10b